# مارتین فیلسون
مارتین فیلسون (انگلیسی: Martin Filson؛ زادهٔ ۲۵ ژوئن ۱۹۶۸) بازیکن فوتبال است.
از باشگاه‌هایی که در آن بازی کرده‌است می‌توان به باشگاه فوتبال ورکسام اشاره کرد.